# ناحية مركز تلكلخ
ناحية مركز تلكلخ إحدى نواحي سوريا تتبع إداريّاً لمحافظة حمص منطقة تلكلخ ومركزها مدينة تلكلخ، بلغ تعداد سكان الناحية 62,069 نسمة حسب التعداد السكاني لعام 2004.

## مدن وبلدات وقرى ناحية مركز تلكلخ
أبو المشاعيب، أدلين، عكاري، العامرية، عريضة، عزيز، البهلوانية، باروحة، بيت قرين، برج عرب، برج المكسور، عين شعرة، عين السودة، الحجر الأبيض، الحالات، حصرجية، جعفريات، كفريش، خربة الجباب، معربو (الدبوسية)، مصيدة، نعرة، قنوتة، قريات، قميرة، الرياف، الشبق (جبق)، الشبرونية، شلوح، شميسة، الشيخ علي، سنيانة، سميكة، تل حوش، تل سارين، تلكلخ، عين التينة الغربية، الوريدات، الزارة، الزينبية.